# Onthophagus chandrai
Onthophagus chandrai là một loài bọ cánh cứng trong họ Bọ hung (Scarabaeidae).